# 20 ITK 40 VKT
20 ItK 40 VKT  — 20-мм двойная зенитная пушка модели 1940 года производства VKT была финской легкой зенитной пушкой, разработанной финским оружейником Аймо Лахти. Как единственная многоствольная 20-мм зенитная пушка 20 ItK 40 VKT была самым эффективным 20-мм зенитным оружием, применявшимся финской армией во время Второй мировой войны. Всего было построено 174 орудия, использовавшихся на учениях до 1970-х годов и хранившихся в резерве до 1988 года.

## История создания
20 ItK 40 VKT — это двойная зенитная пушка, разработанная Аймо Лахти. Стволы и механизмы орудия базируются на противотанковой винтовке L-39, переоборудованной из полуавтоматической в автоматическую стрельбу и со снятым кожухом приклада и ствола. Опытный образец зенитной пушки L-39 был закончен незадолго до Зимней войны, но Лахти внес некоторые улучшения в конструкцию, и серийный вариант получил обозначение L-40. Штаб ВВС заказал серию из 50 орудий у Valtion Kivääritehdas (VKT, государственный оружейный завод) в январе 1940 года и еще 120 орудий в июне 1941 года. Однако производство было отложено, и первые пушки были закончены только в 1943 году. Из общего числа 174 орудий 155 были выпущены в 1943 году и 19 в 1944 году. Пушки были распределены по подразделениям небольшими партиями вскоре после завершения их производства.

## Устройство
В отличие от противотанковой винтовки L-39, оружие в составе 20 ItK 40 VKT рассчитано на автоматический огонь и поэтому не страдает аналогичными конструктивными недостатками, как у конверсионных автоматических зенитных винтовок L-39/44. Скорострельность пушки с технической скорострельностью 2×700 выстрелов в минуту и боевой скорострельностью 2×360 выстрелов в минуту. Пушка заряжается из 20-ти патроновых магазинов, при этом вес без снаряжения составляет 5,6 кг, а со снаряжением — 11-12 кг, в зависимости от типа боекомплекта. Патрон 20×138мм B, используемый в 20 ItK 40 VKT, также использовался в противотанковой винтовке L-39, а также в других 20-мм зенитных орудиях, 20 ItK 30 и 20 ItK 35, используемых полевыми армейскими частями. Прицел, разработанный Осмо Нисканеном и изготовленный фирмой Strömberg, не был полностью удовлетворительным и был более сложным в использовании, чем прицел в немецком 20 ItK 30. Прицеп пушки также имел проблемы, так как он был довольно хрупким и предполагал дорожный просвет всего 20 см. Таким образом, скорость буксировки была ограничена 30-40 км/ч, а подвижность орудия была ограничена. Снаряжение, используемое вместе с пушкой, включало запасные магазины с транспортным футляром, брезент для пушки, транспортный футляр для прицела и инструменты.

## Боевое применение
20 ItK 40 VKT использовались финскими легкими зенитными батареями во Второй мировой войне и Лапландской войне наряду с другими 20-мм пушками. В конце войны 20 ItK 40 VKT был самым многочисленным 20-мм зенитным орудием полевой армии (20-мм зенитные пушки Madsen M/38 были более многочисленным, но использовался в основном военно-морским флотом и береговой артиллерией или в тылу). Пушки, сделанные во время войны, в основном остались целы. После войны 20 ItK 40 VKT ещё считались единственной удовлетворительной 20-мм зенитной пушкой, хотя было рекомендовано перепроектировать прицел пушки. Перепроектирование было осуществлено в 1955 году, когда на вооружение был принят новый маятниковый кольцевой прицел М/55. Этот же прицел позже был использован и на 20 ItK 30. 20 ItK 40 VKT использовались на учениях до 1970-х годов, и хранились на складах в качестве резервного оружия до 1988 года.